# Đại lộ Danh vọng Hollywood

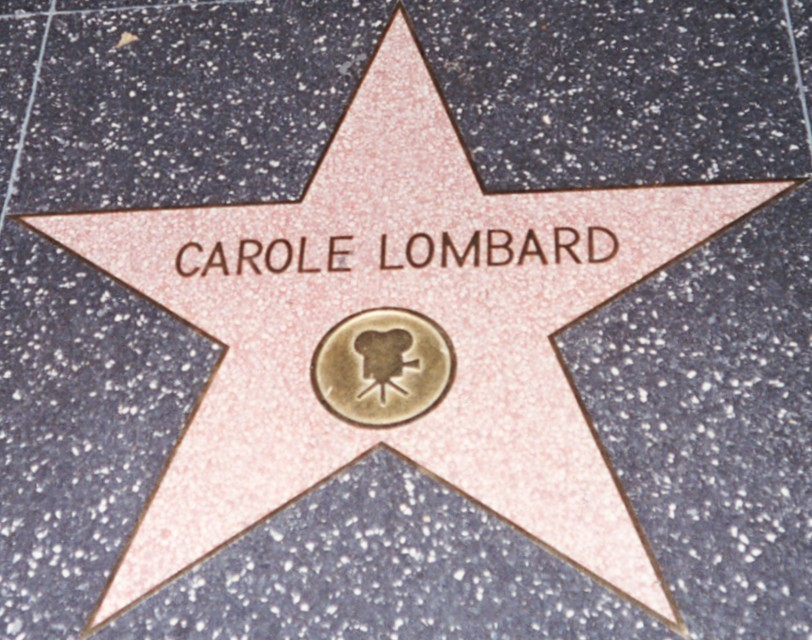
Một ví dụ về ngôi sao trên "Đại lộ Danh vọng Hollywood", cho nữ diễn viên Carole Lombard. Ngôi sao chứa biểu tượng máy quay camera, thể hiện đóng góp trong ngành công nghiệp phim ảnh.

Đại lộ Danh vọng Hollywood (tiếng Anh: Hollywood Walk of Fame) là một lề đường dọc đại lộ Hollywood và phố Vine ở Hollywood, California, Hoa Kỳ, gắn hơn 2.600 ngôi sao năm cánh (tính đến năm 2018) cách nhau 6 foot (1,8 m)  có tên các nhân vật nổi tiếng được phòng thương mại Hollywood vinh danh vì những đóng góp của họ trong ngành công nghiệp giải trí.
Ngôi sao đầu tiên, được tặng thưởng ngày 9 tháng 2 năm 1960 cho Joanne Woodward.

## Các đặc điểm

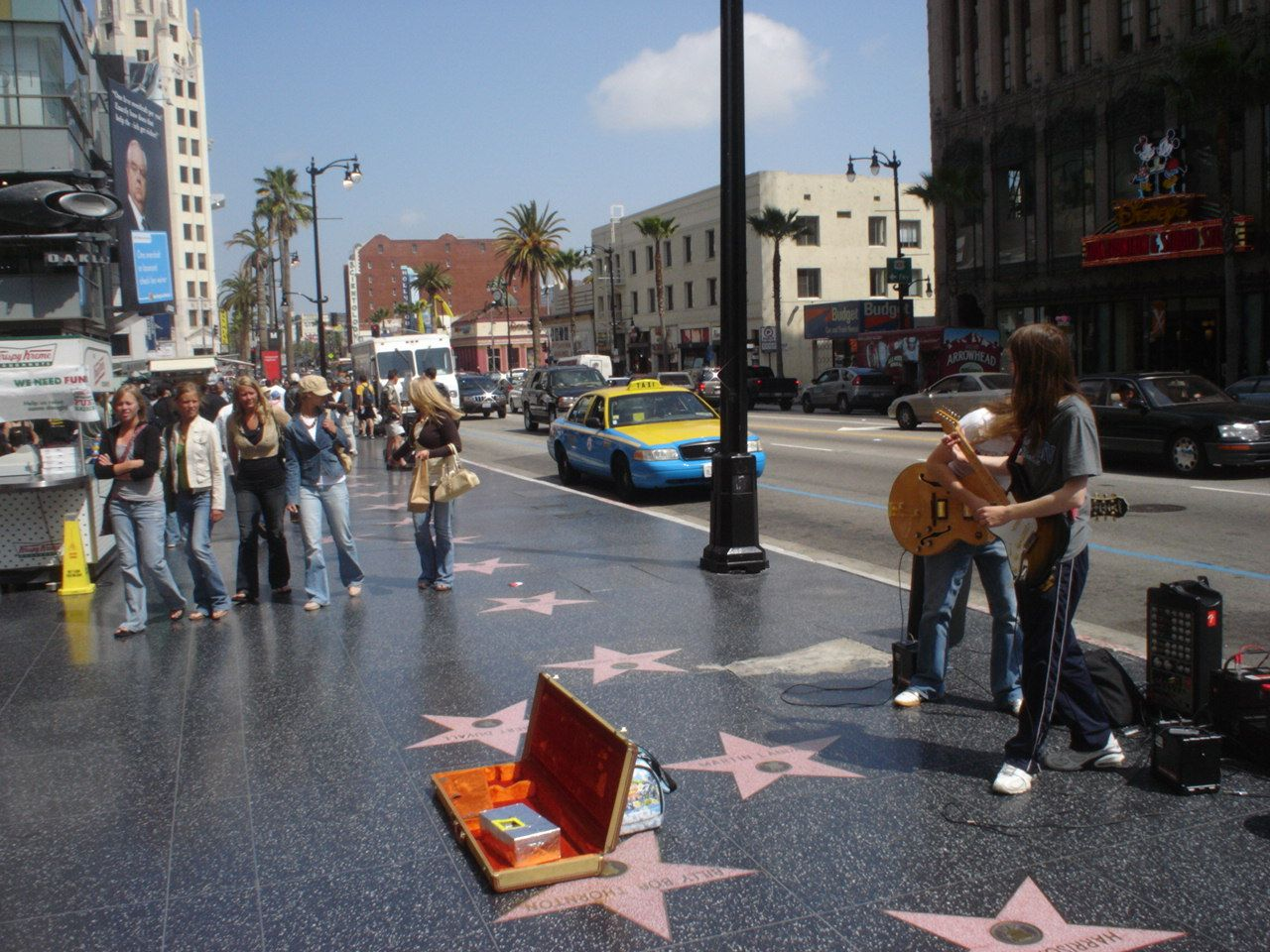
Một ban nhạc chơi ở Đại lộ Danh vọng Hollywood.

Đại lộ Danh vọng chạy từ đông sang tây của Đại lộ Hollywood từ phố Gower đến La Brea Avenue, và từ phía bắc xuống nam trên phố Vine Street giữa phố Yucca và Đại lộ Sunset. Các vị trí của từng ngôi sao cụ thể là cố định, ngoại trừ lý do di dời do các công trình xây dựng gần đó và một số lý do khác.
Mỗi ngôi sao gồm một viên đá lát bao gồm một ngôi sao năm cánh màu hồng có viền đồng và lát vào một viên than đá hình vuông. Phía trong ngôi sao hồng là tên của người được vinh danh được dát bằng đồng, dưới đó là biểu tượng tròn bằng đồng biểu thị danh mục ngành nghề của người được tặng. Các biểu tượng là:
- Máy quay phim cho những đóng góp cho ngành công nghiệp phim ảnh;
- Máy thu hình cho những đóng góp cho ngành công nghiệp truyền hình;
- Máy hát cho những đóng góp cho ngành công nghiệp thu âm;
- Micro cho những đóng góp cho ngành công nghiệp phát thanh;
- Mặt nạ đôi bi kịch/hài kịch cho những đóng góp trong kịch nghệ.

Những đề cử phong tặng được gửi đến hàng năm vào ngày 31 tháng 5, và Ủy ban Đại lộ Danh vọng gặp gỡ vào các tháng sau đó để chọn ra nhóm những người được vinh danh. Nghi lễ gắn sao được trình diễn trước công chúng và được Johnny Grant, Thị trưởng danh dự của Hollywood điều khiển.

## Duy trì

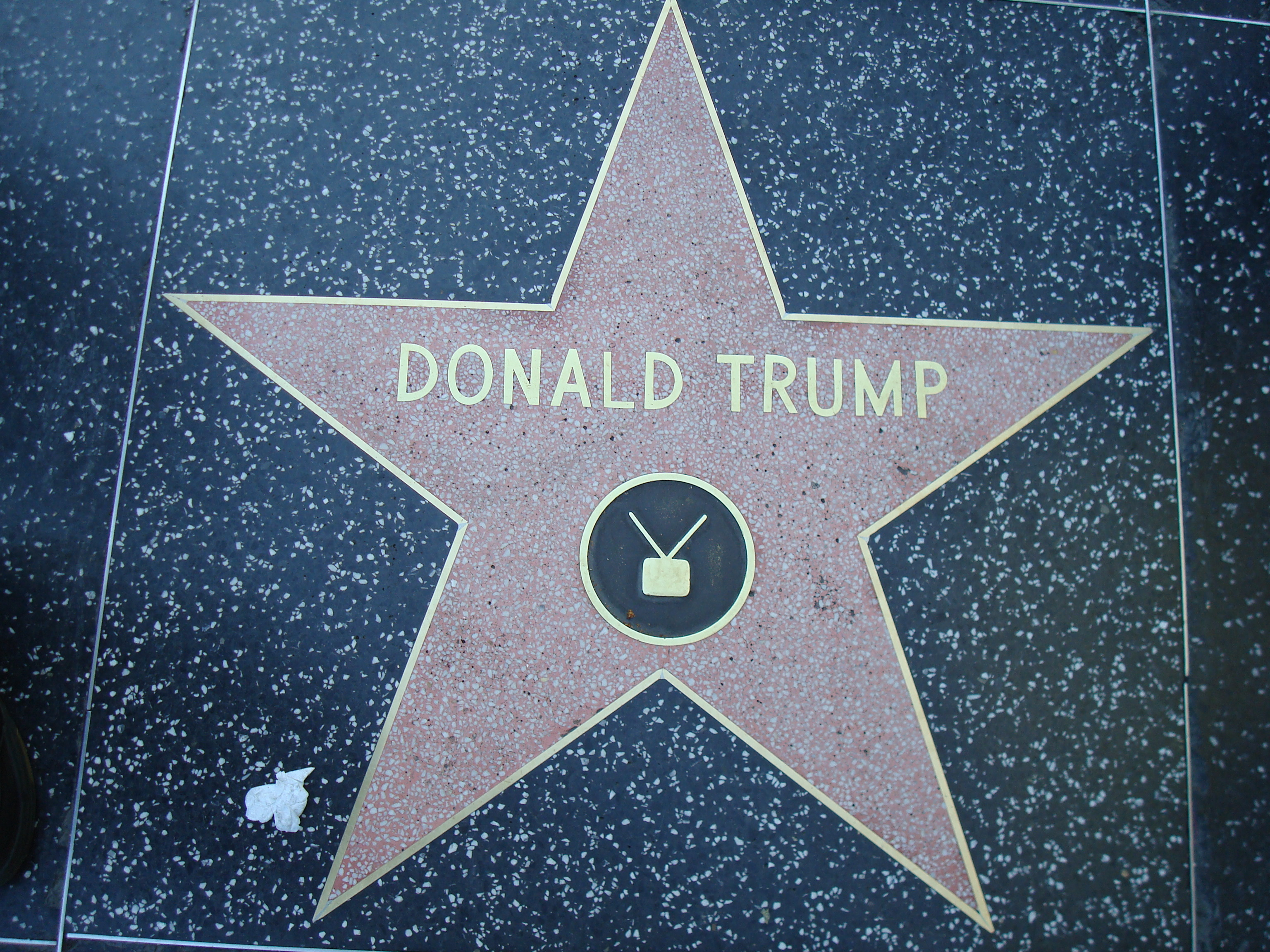
Ngôi sao của Donald Trump trên Đại lộ Danh vọng

Đại lộ Danh vọng được duy trì bởi Hollywood Historic Trust, một tổ chức tự tìm nguồn tài chính. Để một người có được một ngôi sao trên đại lộ Danh vọng, họ phải đồng ý tham dự lễ giới thiệu trong vòng năm năm của thời điểm lựa chọn, và phải trả một khoản phí là $15.000 để chi phí cho các khoản như bảo đảm an ninh ở lễ gắn sao; một câu chuyện năm 2003 của hãng FOX News cho biết khoản phí này thường được các nhà tài trợ như các hãng phim và các công ty thu âm trả. Một số trường hợp khác là do các câu lạc bộ người hâm mộ trả.
Tuy nhiên, có nhiều tranh cãi và bí mật xung quanh việc "Các ngôi sao" được trao, việc này đã được thảo luận năm 2001 trong một câu chuyện phỏng vấn của hãng ABC News với thị trưởng Hollywood Johnny Grant.

## Những ngôi sao bị đánh cắp
Đã có bốn ngôi sao bị đánh cắp ở đại lộ Danh vọng. Ngôi sao của Jimmy Stewart và Kirk Douglas, bị di dời trong một dự án xây dựng và bị đánh cắp phía Phố Vine. Thủ phạm là một nhà thầu khoán sau đó đã bị bắt với hai ngôi sao bị hỏng và không sử dụng được (sau khi bị di dời). Một trong số những ngôi sao của Gene Autry cũng bị đánh cắp trong một dự án xây dựng khác. Ngôi sao này được tìm thấy ở Iowa. Ngày 27 tháng 11 năm 2005, những tên trộm cưa ngôi sao của Gregory Peck ở vỉa hè đường Gower, tháng 9 năm 2006 ngôi sao đã được thay thế nhưng tên trộm thì vẫn chưa được tìm thấy.
Hiện nay, các máy quay camera đã được triển khai để canh phòng bắt trộm.

## Những thông tin khác

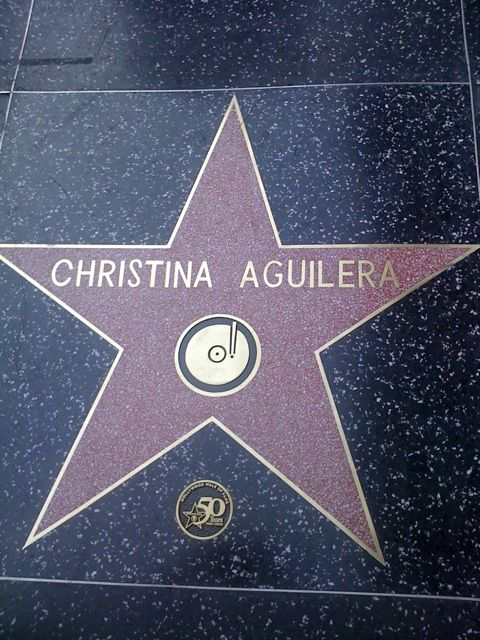
Ngôi sao của Christina Aguilera trên Đại lộ Danh Vọng, có hình máy hát thể hiện đóng góp cho ngành công nghiệp thu âm

- Gene Autry là người duy nhất được vinh danh với đầy đủ năm ngôi sao, vì những đóng góp của ông trong cả năm lĩnh vực. Ngôi sao phim ảnh nằm ở số 6644 Hollywood Blvd., ngôi sao phát thanh nằm ở 6520 Hollywood Blvd., ngôi sao thu âm nằm ở 6384 Hollywood Blvd., ngôi sao truyền hình nằm ở 6667 Hollywood Blvd. và ngôi sao kịch nghệ nằm ở 7000 Hollywood Blvd.
- Ở Hollywood và Vine, một ngôi sao tròn đặc biệt ở mỗi phần của bốn góc tưởng nhớ các phi hành gia Appolo 11. Mỗi phi hành gia (Neil Armstrong, Michael Collins, và Edwin Aldrin) có một ngôi sao và có một ngôi sao chung cho cả phi hành đoàn Apollo 11 của NASA.
- Năm 2005, các công ty đã có thể được ghi danh trên các ngôi sao trên đại lộ; công ty đầu tiên được nhận là Disneyland, trong lần kỷ niệm lần thứ 50. Các giải thưởng cho công ty là tài sản riêng ở gần Đại lộ, nhưng không nằm trên Đại lộ. Các công ty phải có ảnh hưởng lớn ở Hollywood và có ít nhất năm mươi năm hoạt động trong lĩnh vực của mình để có thể được xét duyệt giải thưởng. Các ấn phẩm của ngành giải trí như Variety and The Hollywood Reporter là những nơi nằm trong dự định được tặng giải thưởng.
- Đại lộ Danh vọng xuất hiện rất ngắn trong các phim năm 2003 như The Italian Job, Stuart Saves His Family, My Girl và Pretty Woman.
- Có hai diễn viên tên là Harrison Ford được vinh danh. Diễn viên Harrison Ford thứ nhất, là diễn viên phim câm trong những năm 1910-1920, ngôi sao của ông nằm trước nhà hàng Musso & Frank restaurant ở 6665 Hollywood Blvd. Ngôi sao thứ hai là của Harrison Ford ngày nay, nằm ở trước Nhà hát Kodak ở 6801 Hollywood Blvd.
- Mary-Kate và Ashley Olsen đều ở tuổi mười bảy khi họ được tặng thưởng sao, là những người trẻ tuổi nhất và là cặp sinh đôi duy nhất nhận được sao. Họ được vinh danh vì những đóng góp cho lĩnh vực truyền hình.
- Run DMC là nhóm nhạc hip-hop đầu tiên nhận sao.
- Queen Latifah là nghệ sĩ hip-hop nữ đầu tiên nhận sao.
- Các nhân vật tưởng tượng được tặng sao gồm có Bugs Bunny, Mickey Mouse, Woody Woodpecker, Winnie the Pooh, Donald Duck, Godzilla, Pee-wee Herman, Kermit the Frog, C-3PO, Lassie, The Rugrats, The Simpsons và Nàng Bạch Tuyết.
- Tommy Bond, người với sự nghiệp hoạt động trong 65 năm với 72 phim; đóng vai "Butch" trong Little Rascals; và phóng viên mới vào nghề Jimmy Olsen trong phim "Superman" trong những năm 40, đã bị từ chối tặng sao năm 1998, nhưng trong cùng năm đó có ba người chơi jockey đĩa đã được nhận sao. Bond mất ngày 24 tháng 9 năm 2005, mà vẫn không được nhận sao. Cũng tương tự như vậy, cả người nhận giải thưởng Hàn lâm (Academy Award) Tim Robbins, và người nhận giải Oscar Ruth Gordon (đã đóng phim hơn 4 thập kỷ) đều không nhận được sao; tuy nhiên một người mới vào nghề như Ryan Seacrest lại được nhận sao.
- Trong tất cả các diễn viên đóng sêri chương trình Star Trek, chỉ có Walter Koenig (Pavel Chekov) là không có sao trên Đại lộ Danh vọng.
- Pat Sajak phát biểu trên chương trình Wheel of Fortune rằng ngôi sao của anh có biểu tượng không đúng với lĩnh vực hoạt động của mình. Biểu tượng đó là máy quay camera trong khi đáng ra nó phải là một chiếc TV. Anh châm biếm "một ai đó có thể quan tâm và bán nó trên eBay - nó có thể sưu tập được!"
- Susan Lucci của All My Children được nhận sao năm 2005, là người phụ nữ đầu tiên nhận sao cho vai diễn trong các phim truyền hình dài tập (soap opera). Nam diễn viên đầu tiên nhận sao trong lĩnh vực truyền hình về kiểu phim truyền hình dài tập là Macdonald Carey của Days of our Lives.